# Benzoato de etila
Benzoato de etila é o éster formado pela condensação do ácido benzoico e etanol.